# オクラホマ・スーナーズ

オクラホマ・カラーのSECのロゴ

オクラホマ・スーナーズ（英語: Oklahoma Sooners）は、アメリカ合衆国オクラホマ州ノーマンに本部を置く、オクラホマ大学のスポーツ競技チームである。NCAAディビジョンI所属。

## 概要
男女合わせて19チームで構成される。愛称は「スーナーズ（Sooners）」。1889年のランド・ランの初期の参加者に付けられたニックネームで、このランド・ランは、アメリカ合衆国政府が未開拓地のオクラホマに先住民以外の入植に解禁したことに由来している。

## 競技チーム
| 男子スポーツ                            | 女子スポーツ     |
| --------------------------------------- | ---------------- |
| 野球                                    | バスケットボール |
| バスケットボール                        | クロスカントリー |
| クロスカントリー                        | ゴルフ           |
| フットボール                            | 体操             |
| ゴルフ                                  | ローイング       |
| 体操                                    | サッカー         |
| テニス                                  | ソフトボール     |
| 陸上†                                   | テニス           |
| レスリング                              | 陸上†            |
|                                         | バレーボール     |
| †屋外競技チームと室内競技チームがある。 |                  |

オクラホマ大学は1914年のサウスウェスト・アスレチック・カンファレンス (SWC) 結成時に創立メンバーとして加盟した。5年後の1919年にOUはSWCを離れ、ミズーリバレー・インターカレッジ・アスレチック・アソシエーションに加盟した。1928年にこのカンファレンスは分裂し、OUはビッグ6カンファレンスを形成するチームと足並みをそろえることになった。その後31年間、さらに多くの学校が加入し、カンファレンスは何度か名称を変更。そのたびに数を増やし、1996年までビッグ・エイト・カンファレンスとして存続した。テキサス州の4校がビッグ・エイトのメンバーと合流し、現在のビッグ12カンファレンスが形成された。
2021年7月にテキサス大学とともにSECへの加盟を決定。2024年7月1日段階で公式にSECのチームとしての参加が発表された 。
オクラホマ大学は、ジョン・ウッデン賞 (ブレイク・グリフィン)、ハイズマン賞 (サム・ブラッドフォード)の受賞者を同じ年に輩出した2校目である (1校目は1968年にUCLAのゲーリー・ベバンがハイズマン賞を、カリーム・アブドゥル＝ジャバーがUSBWA年間最優秀選手賞を受賞した)。

### フットボール

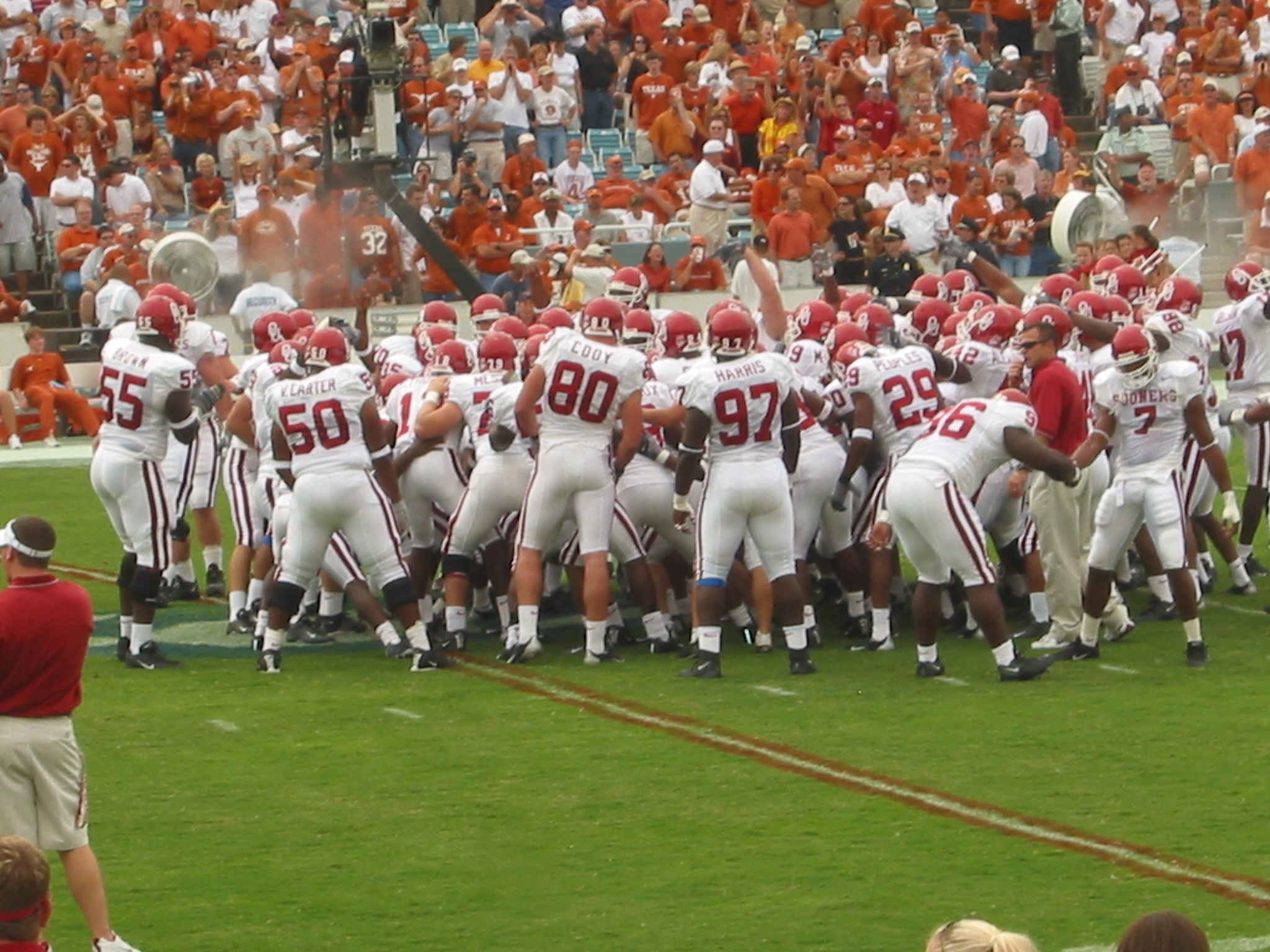
フットボールチーム

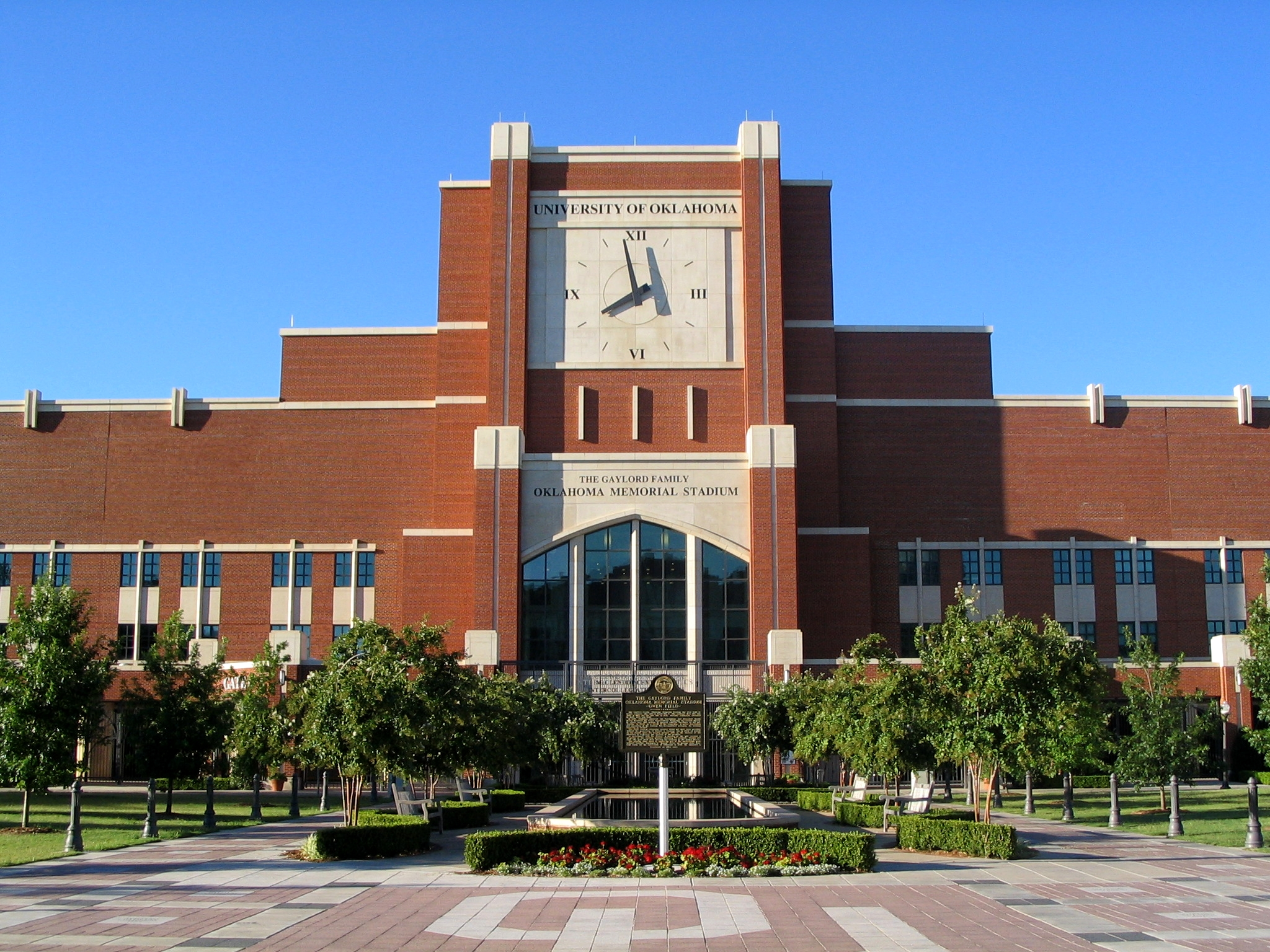
オクラホマ・メモリアル・スタジアム

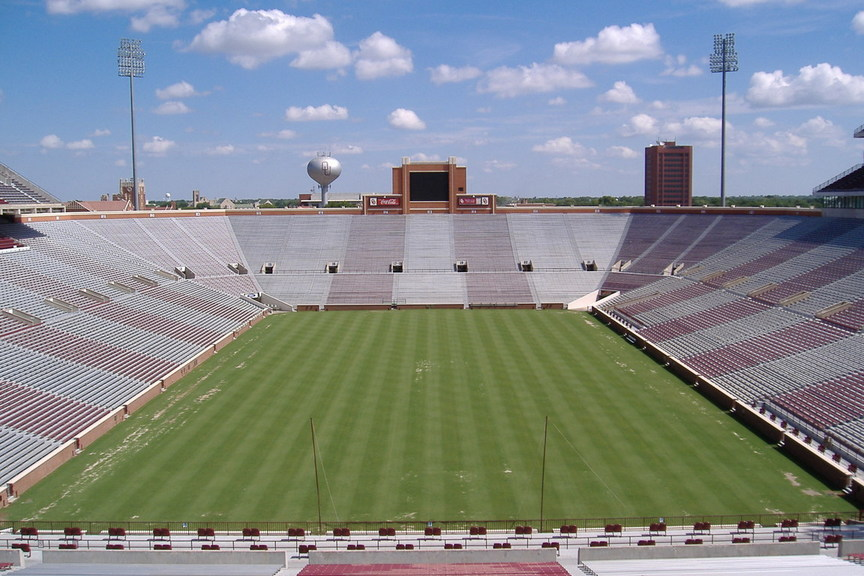
ゲイロード・ファミリー・オクラホマ・メモリアル・スタジアム

1895年からスーナーズはカレッジフットボールに参加しており、オーウェン・フィールドのゲイロード・ファミリー・オクラホマ・メモリアル・スタジアムを本拠地としている。カレッジフットボールにおいてオクラホマ大学は強豪として全米に知られており、これまで7度にわたりナショナル・チャンピオン (1950年, 1955年, 1956年, 1974年, 1975年, 1985年, 2000年)を制覇している。また、数々のボウルゲームに出場、50回のカンファレンスチャンピオン (ビッグ7時代の選手権を含む) 、APナショナルチャンピオンシップトロフィーを7回受賞するなど、ビッグ12の中でも最も輝かしい歴史を誇るチームである。オクラホマ大学は通算得点が2位の学校より60試合以上少ない試合数にもかかわらず、ディビジョンI-Aのフットボール史上最多の得点を記録している。また、1936年のAP投票開始以来、どのチームよりも高い勝率を誇っている。

### 男子バスケットボール

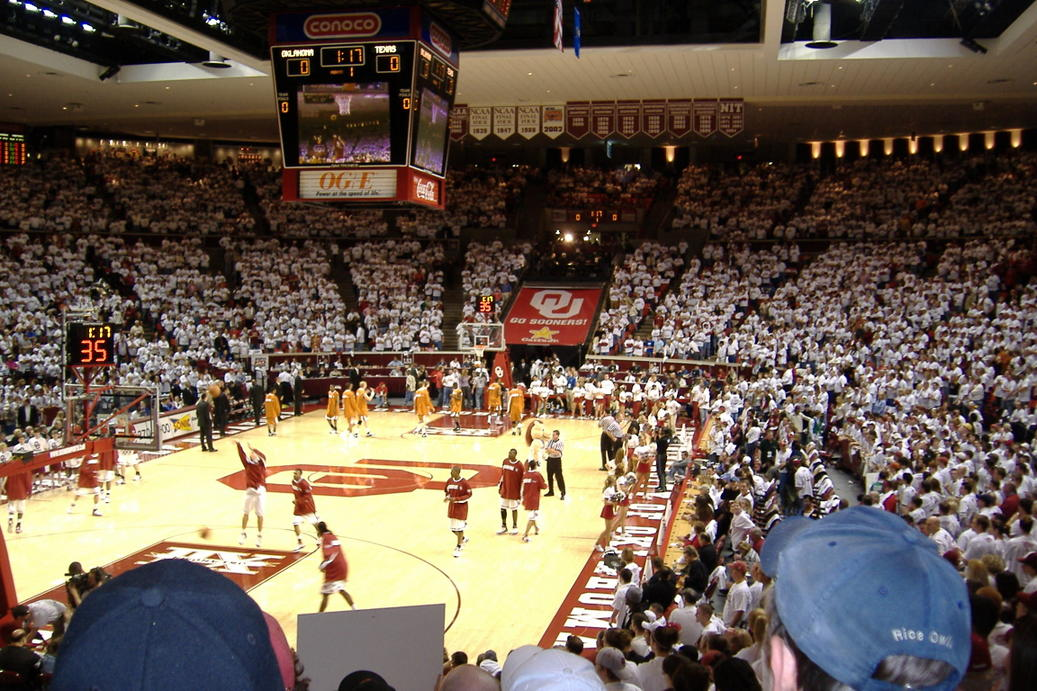
ロイド・ノーブル・センター

男子バスケットボールチームは、80年代初頭からヘッドコーチのビリー・タブスや3度のオールアメリカン・パワーフォワード選出のウェイマン・ティスデイルを擁し、全国的に有名になった。現在は、ロイド・ノーブル・センターで試合が行われている。全米大会での優勝経験はないものの、優勝経験のない大会での優勝回数はイリノイ大学に次いで2位である。1988年には全米選手権に出場したが、シーズン序盤に2度、強豪カンザス大学を破っていたにもかかわらず敗退した。
2005-06シーズン、Taj Gray、Kevin Bookout、Terrell Everett、David Godboldに率いたスーナーズは、APプレシーズン投票5位でシーズンを迎えたが、期待外れに終わった。スター選手を秘めていたマイケル・ニール率いるスーナーズは、ビッグ12カンファレンス・トーナメントで第3シードを獲得したが、NCAAトーナメント1回戦で敗退した。
オクラホマ大学はレギュラーシーズンとトーナメントを合わせて20回のカンファレンス優勝を果たしている。 2006-2007シーズンにかけては、12年連続でポストシーズン・トーナメントに出場するチャンスだったが、NCAAトーナメントおよびNITにも出場できず、残念な結果に終わった。

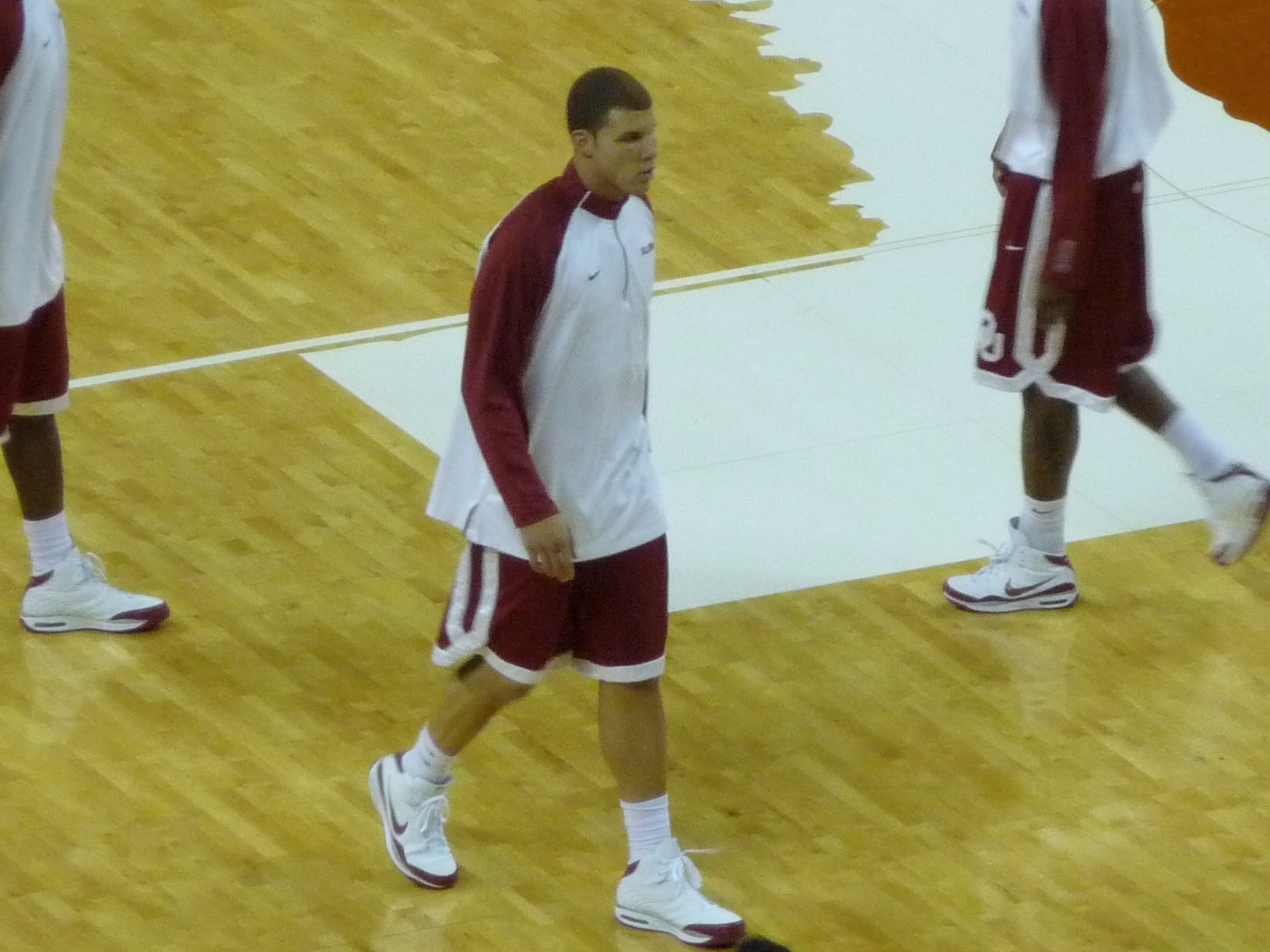
ブレイク・グリフィン

2009年にはオクラホマ大学出身として初のNBAドラフト全体1位でブレイク・グリフィンが指名された。

#### 名誉ジャージ
| オクラホマ・スーナーズ名誉ジャージ |                          |      |           |        |
| No.                                | 選手                     | Pos. | 在籍期間  | 授与年 |
| 10                                 | ムーキー・ブレイロック   | PG   | 1987–1989 | 2001   |
| 23                                 | ウェイマン・ティスデイル | PF   | 1982–1985 | 1997   |
| 23                                 | ブレイク・グリフィン     | PF   | 2007–2009 | 2016   |
| 33                                 | アルヴァン・アダムス     | PF   | 1972–1975 | 1998   |
| 33                                 | ステイシー・キング       | PF   | 1985–1989 | 2008   |

### 女子バスケットボール
オクラホマ大学女子バスケットボールチームは1974-75シーズンに設立された。

## ライバル

### オクラホマステート・カウボーイズ
オクラホマ大学は、オクラホマ州立大学カウボーイズと州内対抗戦を行っており、しばしば「ベッドラム・シリーズ」と呼ばれる。

## 伝統
オクラホマ大学の応援歌は、イェール大学のファイトソング「Boola Boola」、ノースカロライナ大学チャペルヒル校の応援歌「I'm a Tar Heel Born」を合わせた「Boomer Sooner」である。「Boomer Sooner」は、1905年にArthur M. Aldenによって作詞された。

## 全米大学選手権優勝
| ナショナル・チャンピオン (39回) | ナショナル・チャンピオン (39回) | ナショナル・チャンピオン (39回) | ナショナル・チャンピオン (39回) |
| 男子 (30回)                     | 男子 (30回)                     | 男子 (30回)                     | 男子 (30回)                     |
| スポーツ                        | 年度                            | ヘッドコーチ                    | 総合成績                        |
| ------------------------------- | ------------------------------- | ------------------------------- | ------------------------------- |
| 野球                            | 1951                            | Jack Baer                       | 16–9                            |
| 野球                            | 1994                            | Larry Cochell                   | 50–17                           |
| フットボール                    | 1950                            | Bud Wilkinson                   | 10–1                            |
| フットボール                    | 1955                            | Bud Wilkinson                   | 11–0                            |
| フットボール                    | 1956                            | Bud Wilkinson                   | 10–0                            |
| フットボール                    | 1974                            | Barry Switzer                   | 11–0                            |
| フットボール                    | 1975                            | Barry Switzer                   | 11–1                            |
| フットボール                    | 1985                            | Barry Switzer                   | 11–1                            |
| フットボール                    | 2000                            | Bob Stoops                      | 13–0                            |
| ゴルフ                          | 1989                            | Gregg Grost                     |                                 |
| ゴルフ                          | 2017                            | Ryan Hybl                       |                                 |
| 体操競技                        | 1977                            | Paul Ziert                      |                                 |
| 体操競技                        | 1978                            | Paul Ziert                      | 10–1                            |
| 体操競技                        | 1991                            | Greg Buwick                     | 15–1                            |
| 体操競技                        | 2002                            | Mark Williams                   | 28–1                            |
| 体操競技                        | 2003                            | Mark Williams                   | 26–0                            |
| 体操競技                        | 2005                            | Mark Williams                   | 21–2                            |
| 体操競技                        | 2006                            | Mark Williams                   |                                 |
| 体操競技                        | 2008                            | Mark Williams                   |                                 |
| 体操競技                        | 2015                            | Mark Williams                   |                                 |
| 体操競技                        | 2016                            | Mark Williams                   |                                 |
| 体操競技                        | 2017                            | Mark Williams                   |                                 |
| 体操競技                        | 2018                            | Mark Williams                   |                                 |
| レスリング                      | 1936                            | Paul V. Keen                    |                                 |
| レスリング                      | 1951                            | Port Robertson                  |                                 |
| レスリング                      | 1952                            | Port Robertson                  |                                 |
| レスリング                      | 1957                            | Port Robertson                  |                                 |
| レスリング                      | 1960                            | Tommy Evans                     |                                 |
| レスリング                      | 1963                            | Tommy Evans                     |                                 |
| レスリング                      | 1974                            | Stan Abel                       |                                 |
| 女子 (9回)                      |                                 |                                 |                                 |
| 体操                            | 2014                            | K.J. Kindler                    | 31–2–1                          |
| 2016                            | 38–1                            |                                 |                                 |
| 2017                            | 33–0                            |                                 |                                 |
| 2019                            |                                 |                                 |                                 |
| ソフトボール                    | 2000                            | Patty Gasso                     | 66–8                            |
| ソフトボール                    | 2013                            | Patty Gasso                     | 57–4                            |
| ソフトボール                    | 2016                            | Patty Gasso                     | 57–7                            |
| ソフトボール                    | 2017                            | Patty Gasso                     | 61–9                            |
| ソフトボール                    | 2021                            | Patty Gasso                     | 56–4                            |